# Eugene de Blaas
Eugene de Blaas (även känd som Eugene von Blaas eller Eugenio de Blaas), född 24 juli 1843 i Albano Laziale, nära Rom, död 10 februari 1931, var en italiensk konstnär. Han verkade inom den akademiska stilen. 
Hans föräldrar var från Österrike. Hans far Karl, som var konstnär av judisk börd, var hans lärare. Familjen flyttade till Venedig då Karl fick en professortjänst på konstakademien där. Eugene de Blaas målade ofta scener från Venedig och blev, som sin far, professor på akademien där.

## Galleri

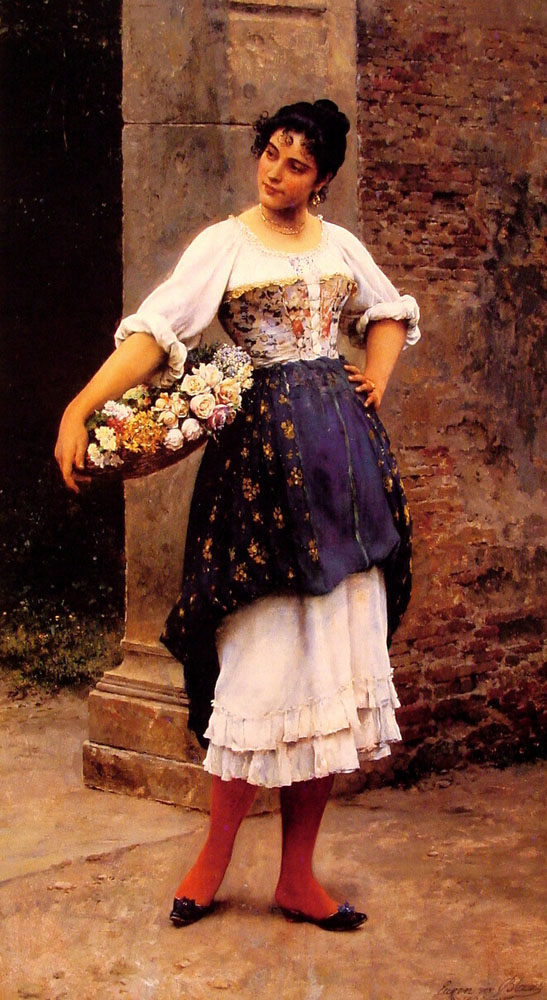
Venetiansk blomsterförsäljare.
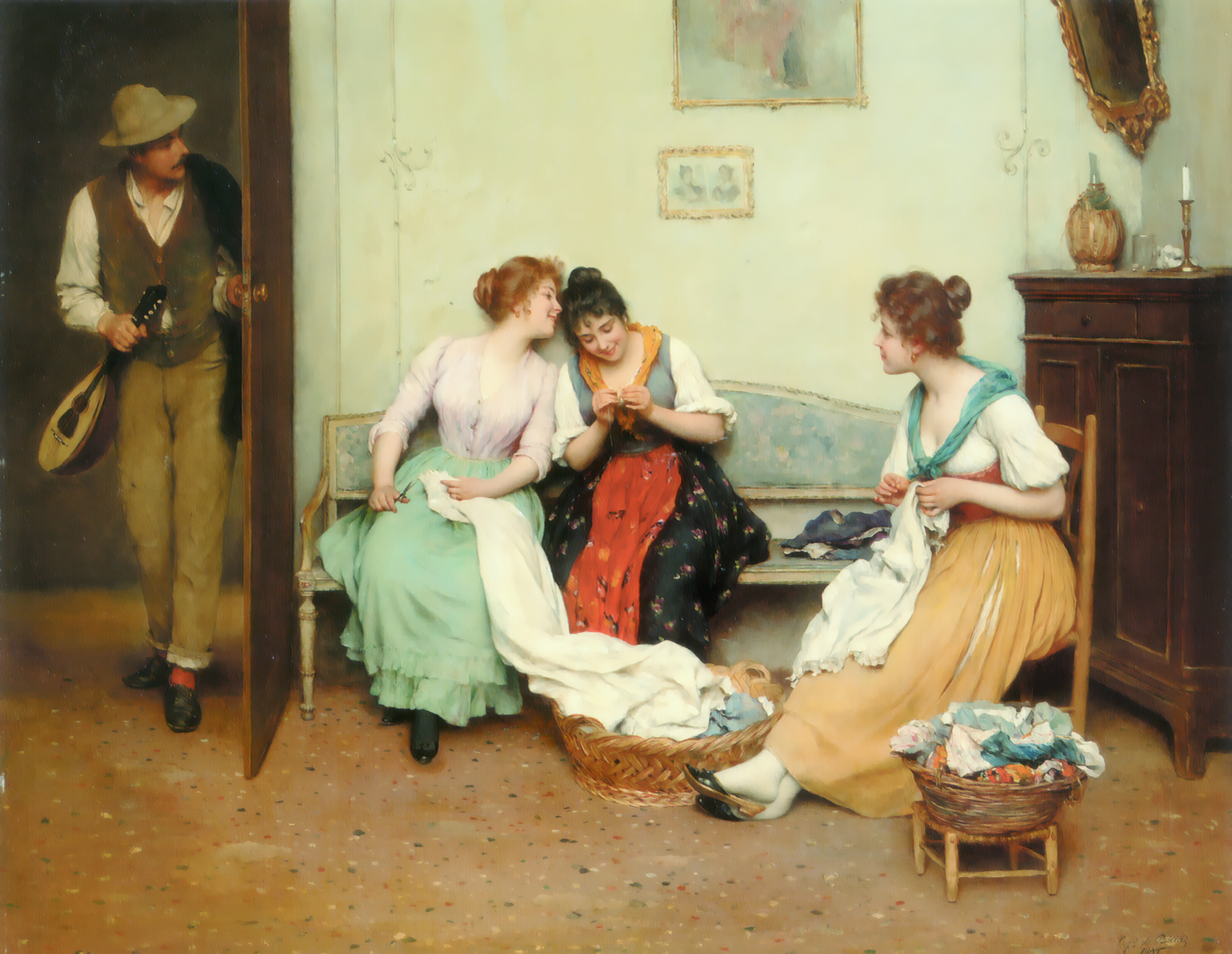
Det vänliga skvallrandet.
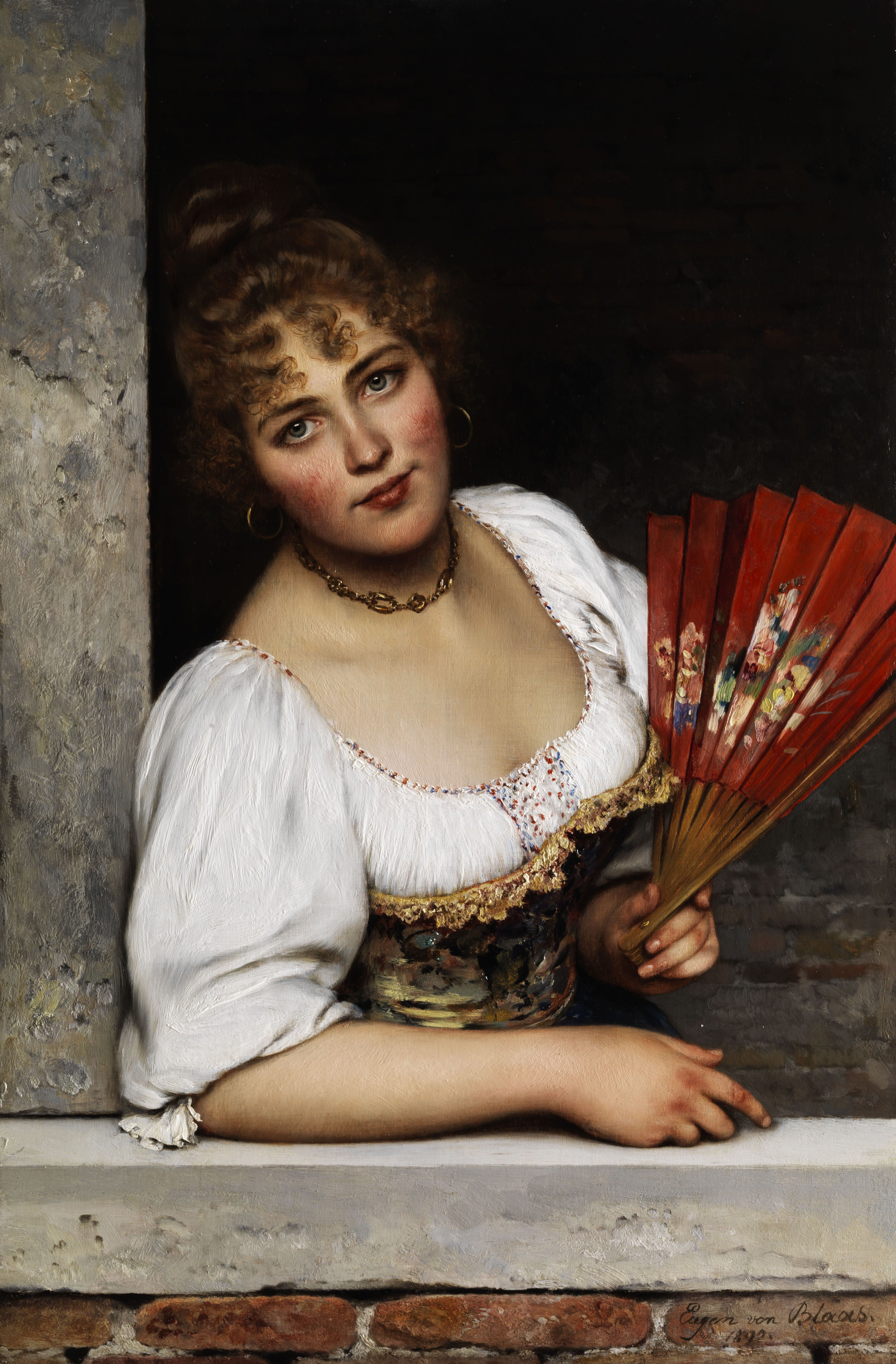
Den röda fläkten, 1892.
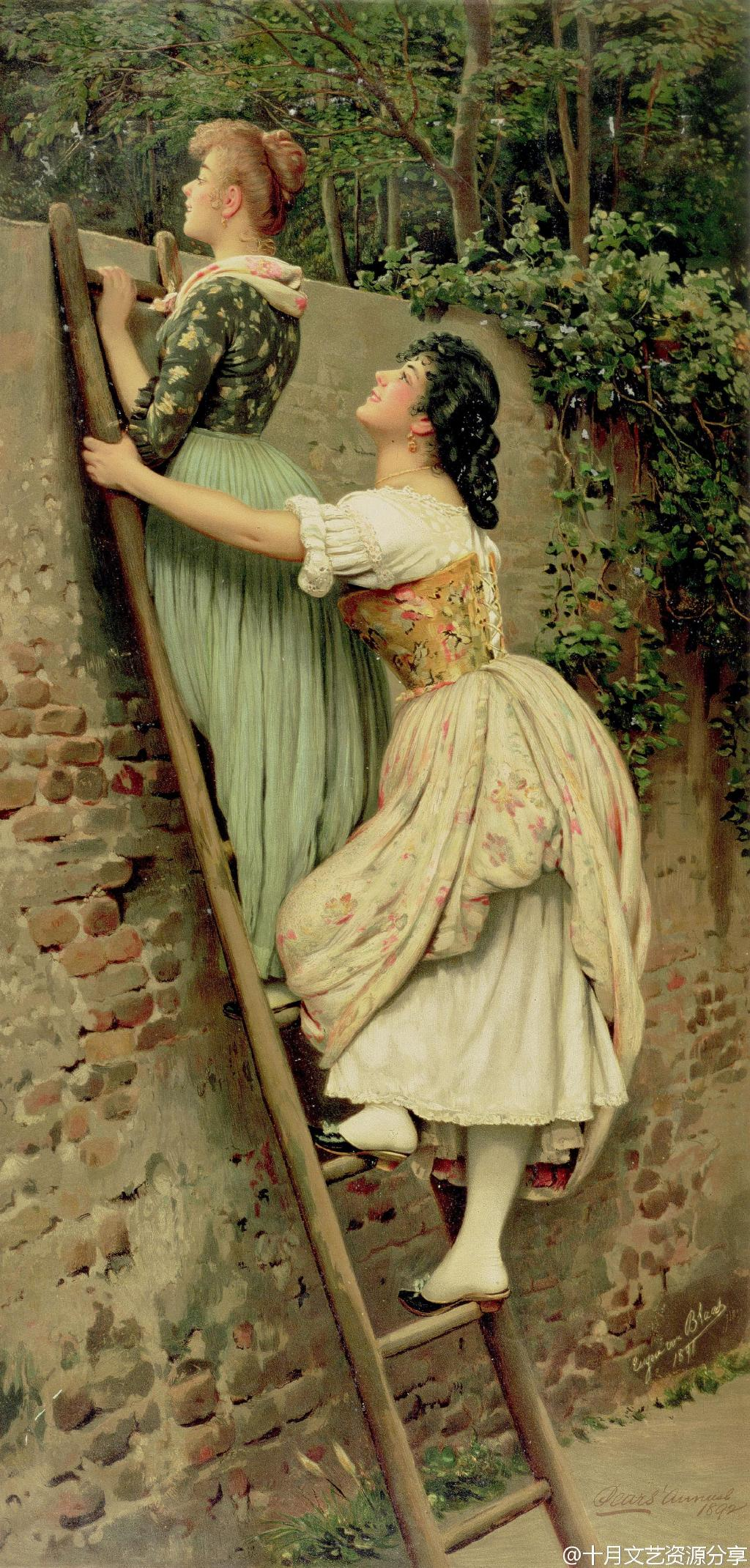
Nyfikenhet, 1892.
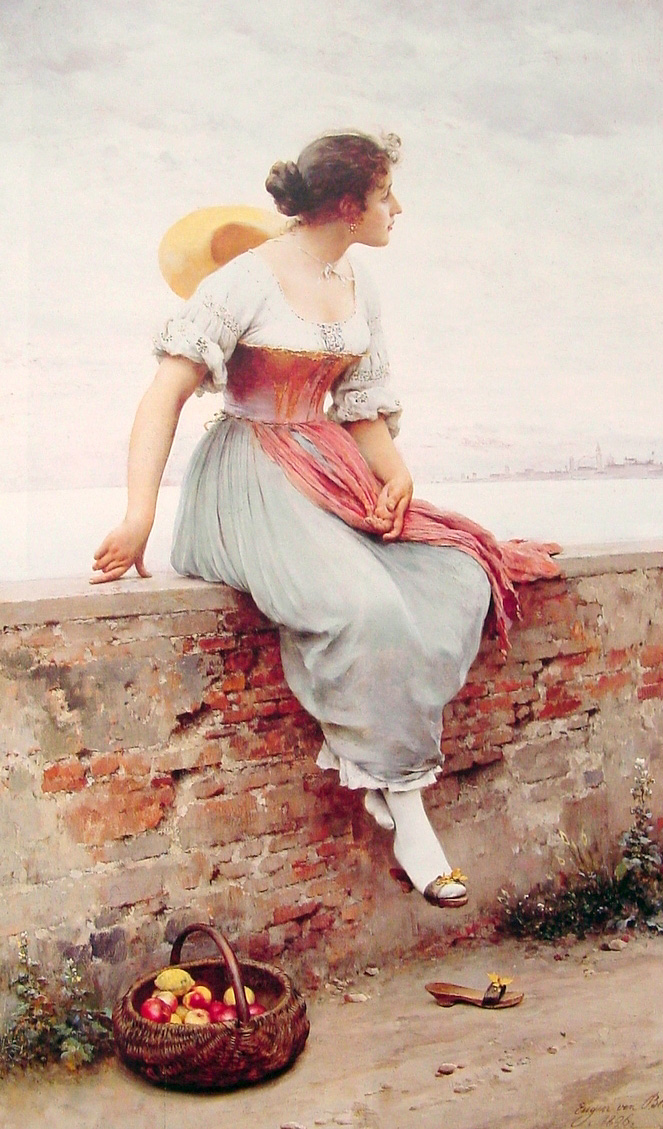
Tankfullt ögonblick, 1896.
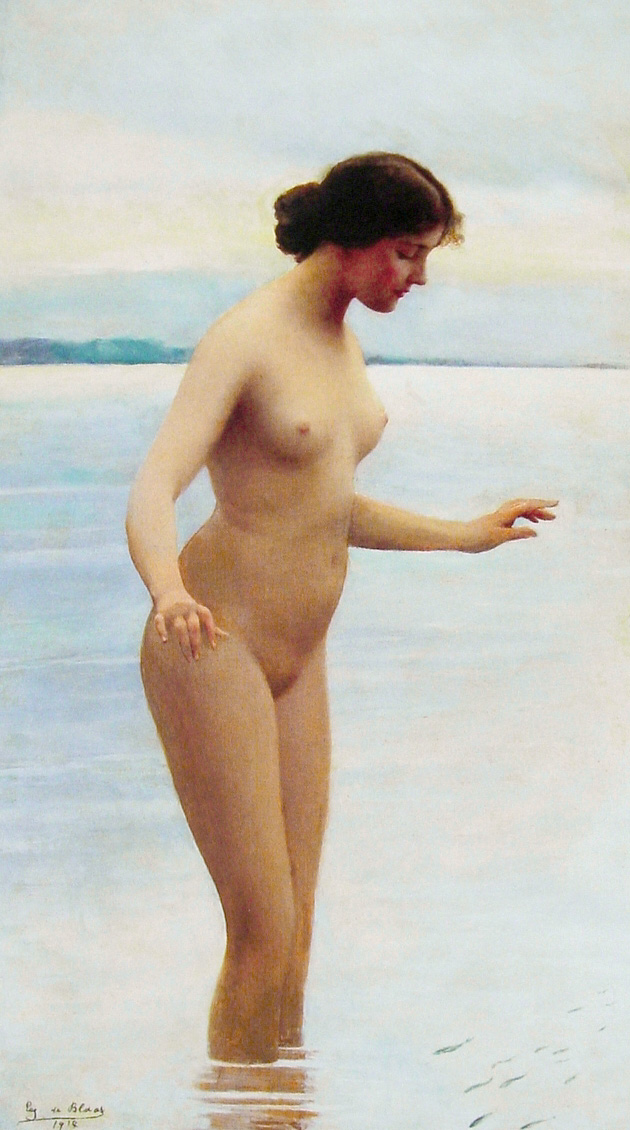
I vattnet, 1914.